# ديبورتس لاسيرينا
لاسيرينا هو نادي كرة قدم تشيلي أٌسس عام 1955. يلعب النادي في الدوري التشيلي الدرجة الأولى.